# Église Sainte-Croix de Saint-Malo
L'église Sainte-Croix de Saint-Malo est une église de culte catholique romain. Elle est située à Saint-Malo (Ille-et-Vilaine), dans le quartier de Saint-Servan. 

## Histoire
L'église est un vaste édifice de style classique dont la première pierre fut posée en 1715, remplaçant l'ancienne église paroissiale de Saint-Servan datée des XVIe et XVIIe siècles et devenue trop petite. De l'ancienne église, il ne subsiste qu'une arcade en accolade ornée d'une petite tête humaine dans le soubassement nord de l'église Sainte-Croix.

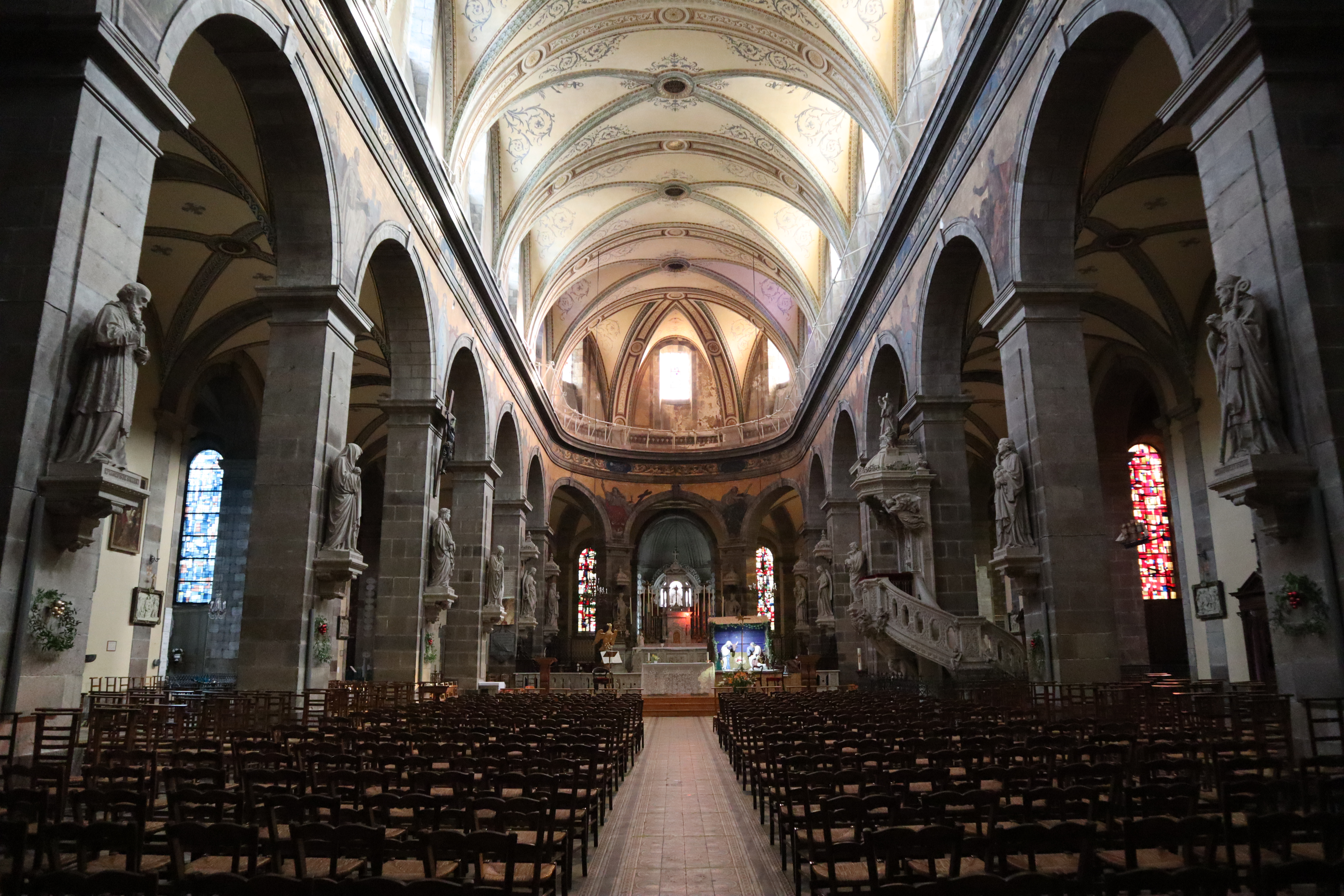
La nef centrale.

L'église Sainte-Croix a été édifiée par les ingénieurs du Roi : le savoyard et explorateur Amédée Frézier (1682-1773) et le Parisien Siméon Garangeau (1647-1741) et par l'architecte et entrepreneur malouin Jean Datour (mort en 1737). Elle fut consacrée en 1743, pavée en 1785. La tour et les trois premières travées furent construites entre 1828 et 1840, à partir des plans des architectes Julien Leclair et Hamon, après avoir été soumis à l'architecte Victor Baltard. 
La légende prétend qu'à cet emplacement, une petite chapelle aurait été fondée, soit par saint Malo soit par Charlemagne.
L'église est inscrite au titre des monuments historiques depuis le 17 décembre 1970.

## Description

### Aspect extérieur
D'architecture extérieure sévère, l'église possède un portique, une tour en granit bleu taillé. Un clocher carré à dôme s'élève au-dessus des toits de l'ancien arsenal de la marine et de l'anse Solidor.

### Cloches
L'église possède quatre cloches coulées à la fonderie Cornille-Havard à Villedieu-les-Poêles :
- Pierre d'Aleth, 1885, 4,355 tonnes[2], 2,00 m, SOL2 ;
- Flavie Louise, 1861, 3,5 tonnes, 1,80 m, LA2 ;
- Marie-Louise-Mathurine, 1870, 2,5 tonnes,  SI2 ;
- Charlotte Eugénie Arsène, 1861, 0,7 tonne, 0,90 m, SOL3[3].

### Vitraux
Les vitraux réalisés en 1962 sont l'œuvre de Joseph Archepel. Ils succèdent à une réalisation primitive du vitrailliste tourangeau Julien-Léopold Lobin.

### Les orgues

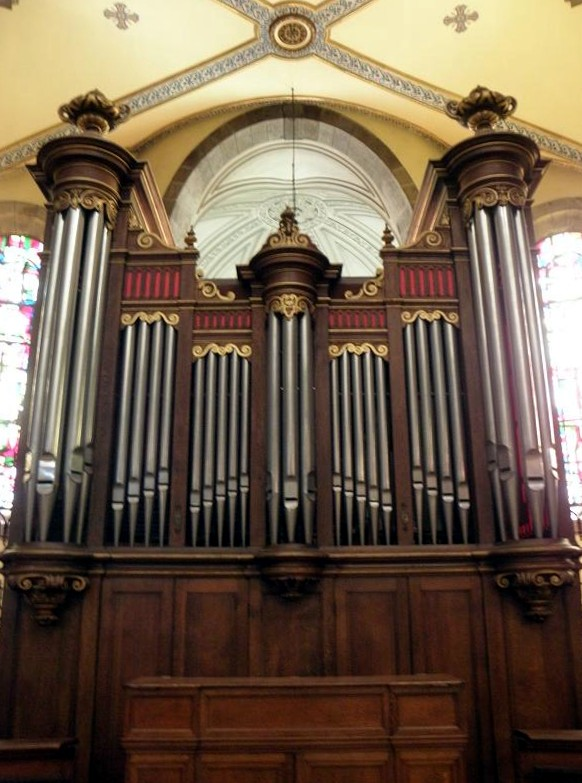
Orgue de chœur Cavaillé-Coll de l'église Sainte-Croix de Saint-Servan.

Les deux orgues sont classés monuments historiques depuis 1980,.

#### Orgue de chœur
Bien que commandé en 1846 par la fabrique de Sainte-Croix et construit en 1847 par Dominique et Aristide Cavaillé-Coll, l'orgue de chœur porte sur sa console la marque « Cavaillé-Coll, père et fils, facteurs d'orgues du Roi, 1845 ». Relevé en 1884 par Cavaillé-Coll qui modifie alors deux des jeux, l'instrument est restauré par Charles Mutin en 1911 qui porte le pédalier de 18 à 30 notes et en modifie la composition (nouveaux jeux d'anches).
L'orgue comporte :
- une console retournée dotée de 2 claviers manuels de 54 notes et d'un pédalier à l'allemande de 30 notes ;
- 15 jeux réels ;
- une transmission mécanique.

La composition est la suivante.
| I. Grand-Orgue C–f5 54 notes                                                                         | II. Positif expressif F2–f5 37 notes                                                                        | Pédale C-f3 30 notes              |
| --- | --- | --------------------------------- |
| Montre 8 Bourdon 8 Salicional 8 Prestant 4 Flûte 4 Doublette 2 Trompette 8 (C3-f5) Clairon 4 (C3-f5) | Cor de nuit 8 Flûte traversière 8 Flûte octaviante 4 Octavin 2 Trompette 8 Basson-Hautbois 8 Voix humaine 8 | En tirasse Grand-Orgue permanente |

Accessoires :
- Accouplements I/II permanent pour les 17 premières notes, II/I ;
- Appels Anches Anches I basses, Anches I basses et dessus, Anches I dessus ;
- Trémolo ;
- Expression II par cuiller.

#### Grandes orgues
Commandées en 1882, les grandes orgues construites par Aristide Cavaillé-Coll ont été inaugurées et bénies par Mgr Place le 2 février 1885. Relevé en 1911 par Charles Mutin, l'instrument est restauré et modifié en 1961-1962 par les maisons rennaise Wolf et mancelle Chéron. En 1987-1989, Philippe Émeriau d'Angers le restaure à nouveau, supprimant les ajouts néo-classiques et restituant l'état romantique d'origine. 
L'orgue comporte :
- une console retournée dotée de 3 claviers manuels de 56 notes et d'un pédalier à l'allemande de 30 notes ;
- 37 jeux réels ;
- une traction mécanique pour le tirage des jeux ;
- une transmission mécanique pour les notes avec machine pneumatique au grand orgue.

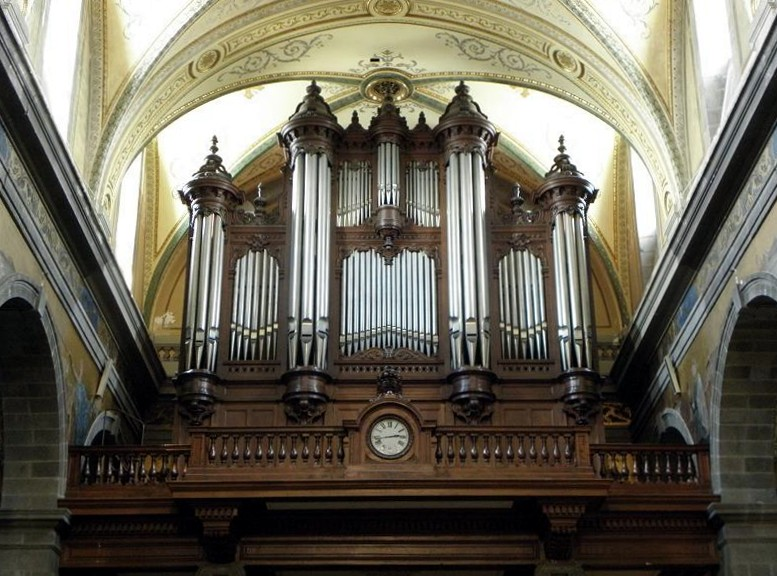
Grandes orgues Cavaillé-Coll de l'église Sainte-Croix de Saint-Servan.

La composition est la suivante :
| I. Grand orgue C–g5 56 notes | II. Positif expressif C–g5 56 notes                                                                               | III. Récit expressif C–g5 56 notes                                                                                            | Pédale C-f3 30 notes                                              |
| --- | --- | --- | ----------------------------------------------------------------- |
| Montre 16 Bourdon 16 Montre 8 Bourdon 8 Flûte harmonique 8 Salicional 8 Prestant 4 Flûte douce 4 Quinte 2 2/3 Doublette 2 Plein-Jeu 5 rgs Basson 16 Trompette 8 Clairon 4 | Diapason 8 Bourdon 8 Unda Maris 8 Flûte douce 4 Nazard 2 2/3 Flageolet 2 Carillon 1 à 2 rgs Basson 8 Clarinette 8 | Flûte traversière 8 Viole de gambe 8 Voix céleste 8 Flûte octaviante 4 Octavin 2 Trompette 8 Basson-Hautbois 8 Voix humaine 8 | Contrebasse 16 Basse 8 Octave 4 Bombarde 16 Trompette 8 Clairon 4 |

Accessoires :
- Accouplements I/I en 8, II/I en 8, III/I en 8, III/II en 8, I/I en 16, II/I en 16, III/I en 16 ;
- Tirasses I, II, III ;
- Appels Anches Pédale, Anches I, Anches II, Anches III ;
- Tremblants II, III ;
- Expression II et III par bascules.

### Sculptures
Statues sur les piliers et chaire offerte par Napoléon III. Maître autel en marbre. 
Statues de saint Clément, patron des mariniers, et sainte Philomène, dans une chapelle dédiée.
Une plaque est posée à la mémoire de Guillaume Dufresne d'Arsel (1688-1738), marin qui prit possession de l'île à laquelle il donna le nom d'Isle de France, aujourd'hui île Maurice. Il planta aussi du café de Moka à l'île Bourbon, aujourd'hui île de La Réunion.

### Peintures murales
Au milieu de XIXe siècle, le curé de la paroisse commande au peintre parisien Claude Curry (1799-1882), résidant à Nantes, des peintures en grisaille pour décorer les six écoinçons des arcades du chœur : Jésus, Marie, Saint Pierre, Saint Paul, Saint Mathieu, puis Saint Jean. Mais quelques années plus tard, les goûts ayant changé, Louis Duveau (1818-1867), peintre malouin, fut chargé de 1853 à 1854 de remplacer les œuvres précédentes par : La Foi, La Religion, Saint Pierre d'un côté, et de l'autre : L'Espérance, La Charité, et Saint Paul. En 1855, il réalisa le décor de la nef avec les représentations de gauche à droite : Saint Pie V, Sainte Agathe, Saint Bernard, Sainte Monique, Saint Louis de Gonzague, puis Saint Énogat, Sainte Marie-Madeleine, Saint Jérôme, Sainte Thérèse, et Saint Louis. Au revers de la façade, sous la tribune de l'orgue figurent L'Ange de la mort et L'Ange de la vie en pendant.

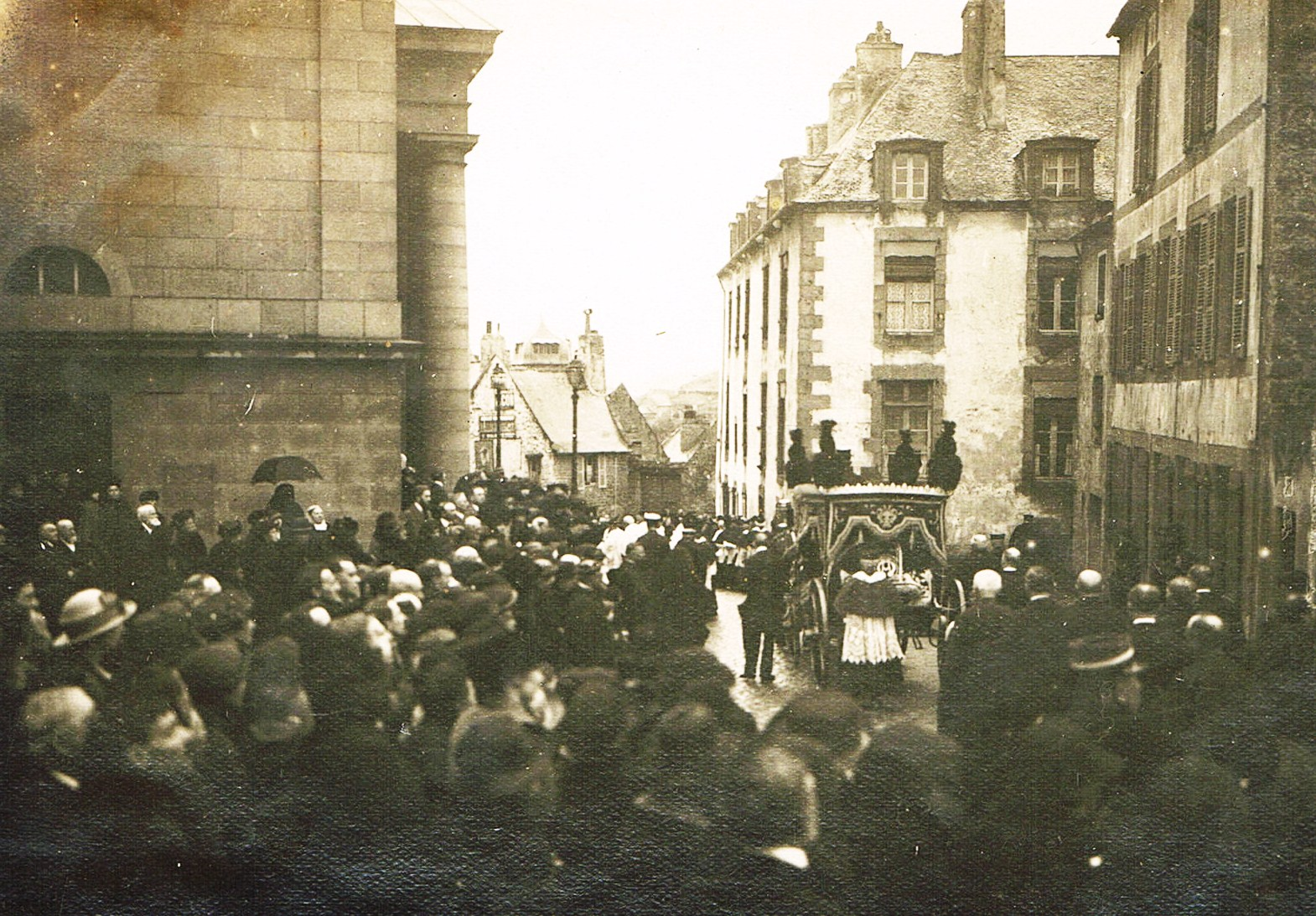
Les obsèques de Louis Duchesne à l'église Sainte-Croix.

## Cérémonies religieuses remarquables
- Le 2 mai 1922, obsèques de Louis Duchesne.
- Le 23 avril 1938, célébration du mariage de Guy La Chambre et de la chanteuse Jeanne Odaglia, dite Cora Madou.

#### Ouvrages généraux
- Amédée Guillotin de Corson, Pouillé historique de l'archevêché de Rennes, vol. 1 à 6, Rennes, Fougeray et Paris/René Haton, 1880-1886 (lire en ligne).
- Paul Banéat, Le Département d'Ille-et-Vilaine : histoire, archéologie, monuments, vol. 1 à 4, t. IV, Rennes/Mayenne, Éditions Librairie moderne J. Larcher/Réédition Éditions régionales de l'Ouest, 1994, 342 p. (ISBN 2-85554-067-4), p. 123-124.
- Bertrand Pocquet du Haut-Jussé, Le mobilier religieux du XIXe siècle en Ille-et-Vilaine, Paris, Librairie La Procures-Matinales, 1985, 411 p., p. 85-108 Les retabliers et menuisiers: ateliers et œuvres de la côte..
- Collectif, Le Patrimoine des Communes d'Ille-et-Vilaine, vol. 1 et 2, t. II, Paris, Éditions Flohic, mars 2000 (ISBN 978-2-84234-072-8 et 2-84234-072-8), p. 1539-1540.
- Philippe Bonnet et Jean-Jacques Rioult, Dictionnaire guide du patrimoine. Bretagne, Éditions du patrimoine, Paris, 2002, 531p.  (ISBN 2-85822-728-4).
- Maurice Dilasser (dir.), Patrimoine religieux de Bretagne. Histoire et inventaire., Brest, Le Télégramme, 2006, 381 p. (ISBN 2-84833-173-9), p. 279.

#### Ouvrage sur Saint-Servan
- L. Campion, S. Servatius, évêque de Tongres, patron de Saint-Servan, in Annales de Bretagne, 1903, vol.19, p. 565-600 (Disponible sur Persée).

#### Ouvrages sur l'église Sainte-Croix
- Philippe Petout, Saint-Malo Saint-Servan L'église Sainte-Croix, Association des Amis de l'Église Sainte-Croix, Saint-Malo, 1992, 28p.
- Amis de l'Église Sainte-Croix de Saint-Servan, L'église Sainte-Croix Guide du visiteur, Saint-Malo, s.d., 4p.

#### Ouvrages sur les orgues
- Jean Corbes, Les orgues de l'arrondissement de Saint-Malo, in Annales de la Société d’Histoire et d’Archéologie de l’Arrondissement de Saint-Malo, 1965, Imprimerie de la Mayenne, Laval, 356p., p. 184-194.
- Yves Krier, La facture d'orgue romantique en Ille-et-Vilaine et sa restauration, in Actes des journées d'études de la Société Française de Musicologie, Musique et société. La vie musicale en province aux dix-septième, dix-huitième, dix-neuvième et vingtième siècles, session tenue à Rennes les 8 et 9 septembre 1881, Rennes, Université de Haute-Bretagne, 1982, 108p., p. 31-49.
- Sabine Morvézen (dir.), Orgues en Ille-et-Vilaine : Inventaire national des orgues, Rennes, Presses universitaires de Rennes, 2005, 358 p. (ISBN 2-7535-0153-X).